# کیتسشر
شهر کیتسشر (به آلمانی: Kitzscher) در ایالت زاکسن در کشور آلمان واقع شده‌است.